# 伊丽莎白蒂夫卡 (罗兹迪利纳区)
47°18′50″N 29°46′49″E / 47.31389°N 29.78028°E
伊丽莎白蒂夫卡（烏克蘭語：Єлизаветівка）是位於烏克蘭西南部的村莊，由敖德萨州羅茲迪利納區的扎哈里夫卡市鎮負責管轄。該村始建於1791年，面積0.38平方公里，海拔高度61米，2001年人口69，人口密度每平方公里181.58人。